# Gwendolyn Whiteside
Gwendolyn Whiteside est une actrice américaine.

## Biographie
Elle a étudié l'art au 'Theater Center' à Chicago en 1998. Elle a étudié à l'université de Northern Illinois.

## Filmographie
- 2001 : Jack and Jill
- 2001 : Dawson
- 2002 : The Education of Max Bickford (en)
- 2002 : Six Feet Under
- 2003 : Cold Case: Affaires classées